# De pokkers unger
De pokkers unger er en dansk film fra 1947 af Fleming Lynge, Astrid Henning-Jensen og Bjarne Henning-Jensen efter skuespillet De pokkers unger af Estrid Ott

## Medvirkende
- Henry Nielsen
- Tove Maës
- Sigrid Horne-Rasmussen
- Preben Neergaard
- Knud Heglund
- Jakob Nielsen
- Preben Kaas
- Carl Ottosen
- Per Buckhøj
- Bodil Lindorff
- Valsø Holm
- Ebbe Langberg
- Ole Petersson
- Christian Eriksen